# Festival Ciudad-Metal
Festival Ciudad-Metal se celebra en Santa Clara, Cuba. La primera edición se realizó en el año 1990 y se ha venido celebrando desde entonces. El festival tiene una duración de tres días consecutivos, movilizando a las mejores bandas cubanas y algunas bandas extranjeras, y se reúne una de las mayores aficiones roqueras de Cuba, lo cual convierte a este festival en uno de los mejores del país.

## Historia
La primera edición del festival se realizó en el año 1990, del viernes 1.º al Domingo 3 de junio. A esta asistieron bandas como Estirpe, Sentencia, Alto Mando, Gens y Zeus. El festival fue muy bien recibido por la afición roquera de Cuba. Nueve años después se celebró la segunda edición, del 24 al 27 de noviembre. Esta vez contó con las bandas Delirio g, Olimpo, Eskoria, Mephisto, Dominus, Agonizer, Blinder, Tendencia, Zeus y K Punto K. Desde esa edición el festival se ha realizado con una frecuencia anual, ininterrumpidamente.
Actualmente el festival ha crecido en espacio y no solo se limita a la realización de conciertos, sino que además se realiza eventos teóricos acompañando al evento, así como proyecciones de películas y documentales relacionados con el tema, presentación de revistas especializadas y fanzines, exposiciones, etc.

## Eventos

### 1990
Viernes 1 al domingo 3 de junio
- Alto Mando
- Estirpe
- Sentencia
- Gens
- Zeus

- 1999

24 al 27 de noviembre
- Agonizer
- Blinder
- Delirio G
- Dominus
- Olimpo
- Eskoria
- Mephisto
- Dominus
- Tendencia
- K Punto K
- Zeus

### 2000
2 al 5 noviembre
- Blinder
- Firmament
- Mr. Dominus
- Pessadilla
- K Punto K
- Agonizer
- Undersigt
- Tribal
- Olimpo
- Rice And Beans
- Eskoria
- Extraño Corazón
- Necrofago

### 2001
15 al 19 de noviembre
- Anima Mundi
- Bum
- Blinder
- Greenpece
- Eskoria
- Mephisto
- Scythe
- Necrofago
- Elevense
- Olimpo
- C-Men
- Joker
- Tendencia

### 2002
30 de octubre al 2 de noviembre
- Bum
- Blinder
- Combat Noise
- C-Men
- Necrofago
- Escarcha
- Eskoria
- Firmamenrt
- Scythe
- Hypnosis
- Mephisto
- Tendencia

### 2003
30 de octubre al 2 de noviembre
- Bum
- Eskoria
- Eskarcha
- Necrofago
- Blinder
- Teufel
- Butcher
- Mephisto
- Escape
- Tendencia
- Rice And Beans
- C-Men

### 2004
29 al 31 de octubre
- Necrofago
- Blinder
- Puertas Negras
- Calles
- In The Skin
- Cry Out Ffor
- Eggun
- C-Men
- Necrópolis
- Scythe
- Medula
- Chlover

### 2005
10 al 13 de noviembre
- Necrofago
- Arrabio
- Grinder Carnage
- In The Flesh
- Blinder
- Escape
- Eskoria
- C-Men
- Mephisto
- Comabat Noise
- Azotobacter
- Cry Out For
- Hipnosis

### 2006
25 al 29 de octubre
- SCYTHE
- FEEDBACK
- DIAMOND DUST
- ESCAPE
- NECROFAGO
- DANA
- AZOTOBACTER
- COMBAT NOISE
- RICE AND BEANS
- CRY OUT FOR
- BLINDER
- C-MEN
- MEDULA
- CHLOVER

### 2007
24 al 28 de octubre
- NECROFAGO
- RICE AND BEANS
- CRY OUT FOR
- COMBAT NOISE
- C-MEN
- ARRABIO
- BLINDER
- MEPHISTO
- FEEDBACK
- AZOTOBACTER
- CHLOVER
- TENDENCIA
- SCYTHE
- ESCAPE
- ZEUS

### 2008
14 al 16 de noviembre
- RESISTENZIA
- SCYTHE
- ESTIGMA DC
- CLAIM
- BLINDER
- AKUPUNTURA
- C-MEN
- UNLIGHT DOMAIN
- CRY OUT FOR
- JEFFREY DAHMMER
- ESKORIA
- AZOTOBACTER
- PROTESYS

### 2009
28 de octubre al 1 de noviembre
- Médula
- Cry out for
- Tendencia
- Blinder
- Ancestor
- C-Men
- Escape
- Feed Back
- Dana
- Resistenzia
- Cancerbero
- Eskoria
- Grinder Carnage
- Azotobacter
- Claim
- Scythe

### 2010
28 al 31 de octubre
- CLAIM
- SED
- KRISIS
- SCYTHE
- BLINDER
- PROTESYS
- AKUPUNTURA
- SWITCH
- AZOTOBACTER
- RESISTENZIA
- UNLIGHT DOMAIN
- CRY OUT FOR
- LIMALLA
- ALSTRIKE
- CANCERBERO
- FEEDBACK
- DARKNESS FALL
- CHLOVER

### 2011
26 al 29 de octubre
- Adictox
- Blood Heresy
- Blinder
- Caos
- Cry Out Four
- Dead Point
- Feedback
- Kill the Fish
- Metastasys
- Jeffrey Dahmer
- Resistenzia
- Mortuory
- Requiem of Hell
- Los Piratas
- Mordor
- The Shepal
- Scythe
- Harsh
- Mantra
- Suffering Tool
- Zeus

### 2012
24 al 27 octubre
- Cry Out For
- Hot Zone
- Los Piratas
- Limalla
- Obscura
- Scythe
- Shock
- Sound Black Profile
- Gatillo
- Dark Choice
- Akupunktura
- Adictox
- Feed Back
- November Charlie
- Resistenzia
- Narbeleth
- Blinder
- Rice and Beans
- Kaos
- Mordor
- Mortuary
- Azotobacter
- Unligth Domain